# Stazioni di Euphorbia valliniana
Stazioni di Euphorbia valliniana este o arie protejată (arie specială de conservare — SAC, sit de importanță comunitară — SCI) din Italia întinsă pe o suprafață de 207 ha, integral pe uscat.

## Localizare
Centrul sitului Stazioni di Euphorbia valliniana este situat la coordonatele 44°31′07″N 7°10′34″E / 44.518611°N 7.176111°E.

## Înființare
Situl Stazioni di Euphorbia valliniana a fost declarat sit de importanță comunitară în septembrie 1995 pentru a proteja 1 specie de plante. Situl a fost protejat și ca arie specială de conservare în februarie 2017.

## Biodiversitate
Situată în ecoregiunea alpină, aria protejată conține 13 habitate naturale: Fânețe montane, Pajiști alpine și boreale, Pajiști carstice calcaroase sau bazofile, de Alysso-Sedion albi, Păduri de fag Asperulo-Fagetum, Izvoare petrifiante cu formare de travertin (Cratoneurion), Grohotișuri calcaroase și de șisturi calcaroase de la nivelul montan până la nivelul alpin (Thlaspietea rotundifolii), Păduri pe pante, grohotișuri și ravene de Tilio-Acerion, Pante stâncoase calcaroase cu vegetație casmofită, Păduri de fag din Europa Centrală dezvoltate pe sol calcaros cu Cephalanthero-Fagion, Pajiști uscate seminaturale și facies de acoperire cu tufișuri pe substraturi calcaroase (Festuco-Brometalia) (* situri importante pentru orhidee), Grohotișuri termofile și vest-mediteraneene, Păduri alpine de Larix decidua și/sau Pinus cembra, Liziere de ierburi înalte hidrofile de câmpie și de nivel montan până la alpin.
La baza desemnării sitului se află o specie protejată de  plante: Gentiana ligustica
Pe lângă speciile protejate, pe teritoriul sitului au mai fost identificate 12 specii de plante.